# Inola
Inola é uma cidade  localizada no estado norte-americano de Oklahoma, no Condado de Rogers.

## Demografia
Segundo o censo norte-americano de 2000, a sua população era de 1589 habitantes.
Em 2006, foi estimada uma população de 1732, um aumento de 143 (9.0%).

## Geografia
De acordo com o United States Census Bureau tem uma área de
17,1 km², dos quais 16,9 km² cobertos por terra e 0,2 km² cobertos por água. Inola localiza-se a aproximadamente 183 m acima do nível do mar.

## Localidades na vizinhança
O diagrama seguinte representa as localidades num raio de 20 km ao redor de Inola.